# Птіфур
Птіфур (фр. petits fours) — асорті з різного маленького печива (або тістечок), яке частіше готується з однакового тіста, але відрізняється оформленням і додатками.
Найчастіше птіфур готують з бісквітного і пісочного тіста, наповнюючи різними начинками та прикрашаючи кремом або глазур'ю. Ці мінізакуски розраховані буквально на один укус, які подаються в асортименті в кінці їжі (до кави, чаю, коктейлів).

## Історія
Птіфур з'явилися у Франції в 18 столітті в розпал французької революції. У той час існували великі цегляні печі, в яких можна було засмажити цілого бика або свиню. Розпалювати такі печі було дуже дорого (вони працювали на вугіллі, а не на дровах) і було потрібно багато часу для їх розігрівання. У них не можна було регулювати температуру, а холоднішали вони дуже довго. Щоб раціонально використовувати тепло, у печах стали готувати торти не звичайними розмірами, а маленькими, які дозволяли швидко дійти до готовності виробу і не вимагали повторного розпалювання печі. Спочатку терміном «птіфур» називався саме такий спосіб приготування невеликих бісквітів.

Карамель, драже, праліне та марципани в епоху Відродження і в правління Людовика XIV готували в вок (глибока сковорода). Але вже скоро настав час інших мінісолодощів, приготування яких вимагало від кондитерів віртуозного володіння мистецтвом декору. Вважалося модним прикрашати стіл або фуршет різними їстівними дрібничками, які також називали colifichet. Коліфіче — це особливий вид птіфурів, прісний або сухий. Спочатку цим словом називали пташиний корм. Поль Коквелен в 1897 р. створив до 30 видів птіфурів, кожну з яких назвав християнським жіночим ім'ям.

## Види
Сьогодні птіфур становлять найважливішу частину кондитерської справи. Їх подають здебільшого на фуршетах, ланчах, з коктейлями, але також і з чаєм, морозивом та іншими десертами. Французькі гурмани їдять птіфури на десерт або після десерту.
Птіфури мають три умовні категорії: 
- Птіфури «плейн» — сухі бісквіти, які довго зберігаються, подаються з десертним кремом, морозивом або сорбетом, з чаєм, лікером і десертними винами. У цю категорію включають безліч десертів: печиво, безе, макаронси, листкові тістечка.
- Птіфури «фреш» — міні-тістечка, холодні та глазуровані, що нагадують Генуезький бісквіт в мініатюрі з начинками з джему, вершкового крему, абрикосового варення, заварного крему, яскраво прикрашені. Цей вид роблять також з мигдалевої пасти, меренги, шоколаду, нуги, з лікером, кристалізуючи, або заморожуючи свіжі фрукти. Або беруть плоди вишні, фініків, сливи, заповнюють їх мигдалевою пастою і покривають цукровою пудрою. Це можуть бути тістечка, прикрашені помадкою, маленькі еклери чи тарталетки.
- Птіфури «сейворі» — зі здобного тіста під аперитиви і коктейлі, цей вид дуже люблять на прийомах і ланчах, з начинкою з анчоусів, ароматного вершкового масла, фуа-гра, мусів, сирів, копченої сьомги, майонезу, овочів, пюре дичини.

## Особливості
Для тіста птіфур беруть 3 яйця, 50 г цукрової пудри, 55 г борошна. Причому порядок приготування тіста особливо важливий: спочатку потрібно збити білки, поступово додати в них половину цукру, потім збити жовтки з рештою цукру, ввести в них збиті білки і борошно, не перестаючи збивати. Негайно розмазати тонким шаром цю суміш на аркуші, випікати 8 хвилин при помірній температурі (200°С), обережно витрушувати випечені листи-основи для птіфурів на чисту скатертину.
Два-три аркуші кладуться один на одний, промащуються різними начинками — шоколадним кремом, суничним або полуничним варенням, горіховим праліне, марципанами. Гострим ножем вирізають окремі печива — птіфури. Верх їх може прикрашатися ще кремами, глазур'ю.

## Способи приготування

### Птіфури шоколадні
- яйця — 5 шт.
- цукор — 3/4 склянки
- борошно — ½ стакана
- горіхи, які треба порубити великими шматками — 3 ст.л.
- тертий шоколад — 3-4 ст.л.
- оцет — ½ ст.л.
- цукор — 2 ст.л.

Для з'єднання частин птіфурів:
- шоколад — 100 г
- масло вершкове — 1 ч.л.
- ванілін — за смаком

Добре розтерти охолоджені жовтки з цукром, додати трохи оцту, потім покласти на жовтки борошно, змішане з горіхами, натертий шоколад й збиті в круту піну білки. Обережно вимішати тісто, скласти його у кондитерський мішечок і видавити на змазаний маслом лист невеликі коржики. Зверху посипати цукром і пекти в духовці з середньою температурою протягом 15-20 хвилин. Готові птіфури зняти з листа, остудити і склеїти шоколадом попарно нижньою стороною. Для цього розігріти на паровій бані шоколад, розтерти його з вершковим маслом, додавши ванілін за смаком.